# Misumenoides eximius
Misumenoides eximius là một loài nhện trong họ Thomisidae.
Loài này thuộc chi Misumenoides. Misumenoides eximius được Cândido Firmino de Mello-Leitão miêu tả năm 1938.